# Augustyn Dionizy Nézel
Augustyn Dionizy Nezel (ur. 28 września 1770 w Paryżu, zm. 2 września 1792 tamże) – błogosławiony Kościoła katolickiego.

## Życiorys
Wstąpił do seminarium duchownego w Paryżu. Był klerykiem. Podczas rewolucji francuskiej został zamordowany w dniu 2 września 1792 roku.
17 października 1926 roku został beatyfikowany w grupie 191 męczenników z Paryża przez papieża Piusa XI.